# El Jabo
El Jabo es uno de los centros poblados del municipio colombiano de Valledupar, ubicado al nororiente y a orillas del río Cesar, en el departamento del mismo nombre. El Jabo se encuentra a 10 km de distancia de la ciudad de Valledupar. 

## Geografía
Limita al norte con el corregimiento de Los Corazones y al nororiente con el corregimiento de Guacoche; Al occidente con la zona rural de la cabecera municipal; al sur limita con el municipio de La Paz; Al oriente limita con el departamento de La Guajira, municipio de La Jagua del Pilar. 
El Jabo es el centro poblado de menor extensión territorial en el municipio de Valledupar. 
La región El Jabo y Guacoche poseen una amplia riqueza de vegetación y fauna en los bosques secos. Hay unas 22 especies de anfibios distribuidas en 14 géneros y 8 familias identificadas por expertos de la Universidad Nacional de Colombia, como el llamado sapo cachón (Ceratophys calcarata). En la región habitan unas 43 especies de reptiles, que han sido identificadas; 22 tipos de serpientes con la serpiente cascabel (Crotalus durissus) entre las más abundantes; además de Lagartos, tortugas e iguanas. Diferentes especies de aves nativas y migratorias se encuentran en la región con unas 172 especies registradas. Figuran especies como turpiales o toches (Icterus icterus), el vencejo de tormenta, la golondrina azul y el atrapamoscas pirata. Hay unas 43 especies mamíferas identificadas, como los murciélagos (Chiroptera), dantas y tigrillos.

## Historia
El asentamientod de El Jabo data de principios del siglo XX, fue fundado en 1900 por labriegos. El Jabo fue elevado de vereda a corregimiento por el Acuerdo Municipal de Valledupar 016 del 9 de mayo de 1999.
El acueducto del corregimiento El Jabo fue inaugurado el 26 de enero de 2015, tras gestión del alcalde de Valledupar, Fredys Socarrás. A la inauguración asistió el vicepresidente de Colombia, Germán Vargas Lleras, el ministro de Vivienda, Luis Felipe Henao y la ministra de Transporte, Natalia Abello.